# Edoardo Arborio Mella
Edoardo Arborio Mella (ur. 18 listopada 1808 w Vercelli, zm. 8 stycznia 1884) – włoski architekt.

## Życiorys
W latach 1820–1827 uczęszczał do jezuickiego Collegio-Convitto del Carmine w Turynie, popularnego wśród piemonckiej arystokracji. W tym okresie ujawnił się jego talent do nauk ścisłych. W 1834 poślubił Adele Clotilde Olgiati, która jednak zmarła w roku 1839.
Mella interesował się architektuurą gotycką, zwiedził Szwajcarię, Francję, Niemcy, Monako, Konstantynopol, Wenecję, Pragę, Budapeszt, Wiedeń i Ateny.
Był odpowiedzialny za renowację katedry w Casale Monferrato, które trwały w latach 1857–1861.
Publikował prace z dziedziny geometrii i architektury oraz monografie średniowiecznych budowli.